# Zellerhornwiese
Das Naturschutzgebiet Zellerhornwiese liegt unterhalb des Zeller Horns im Zollernalbkreis etwa 3,3 km östlich von Bisingen und 1,3 km südlich des Hechinger Stadtteils Boll auf der Gemarkung von Albstadt-Onstmettingen.
Es ist 4,45 Hektar groß und liegt auf einer Höhe von 829 bis 873 m ü. NHN im Naturraum Hohe Schwabenalb und geologisch in den Oxford-Schichten des Oberjura.

## Landschaftscharakter

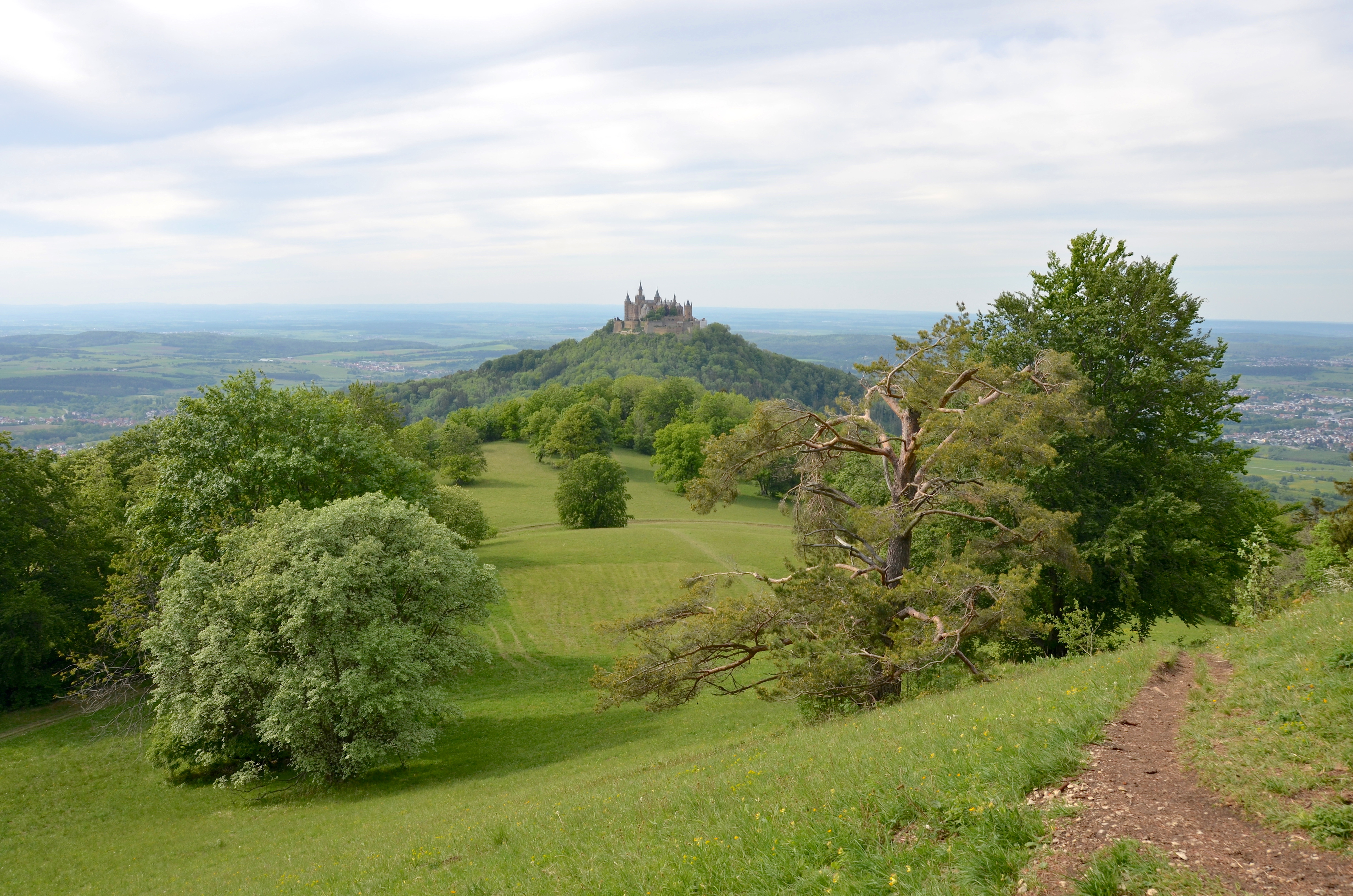

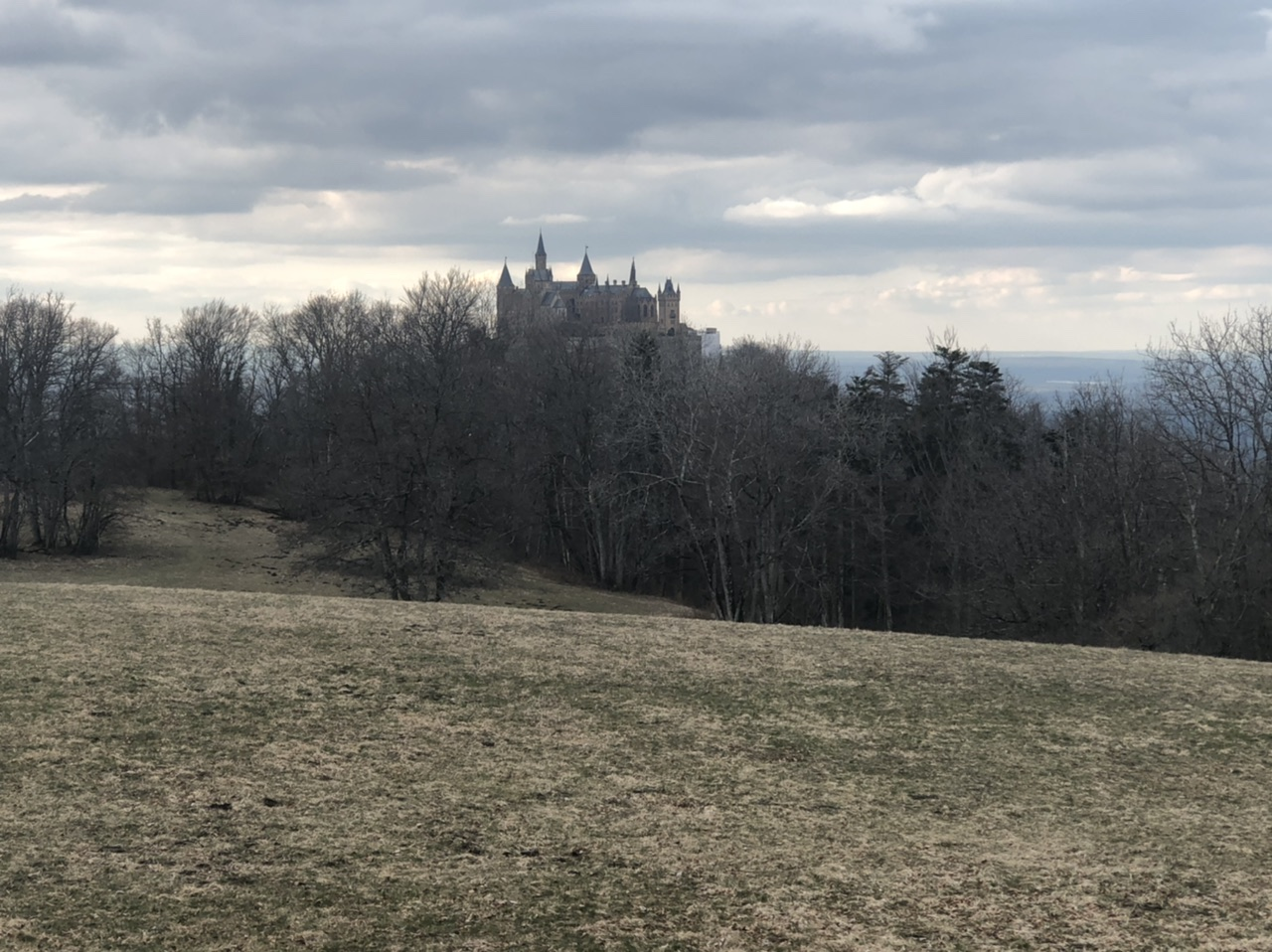

Das Schutzgebiet ist vollständig von Wald umgeben und selber mit einem lockeren, parkähnlichen Baumbestand ausgestattet. Es handelt sich um eine Magerwiese mit kleinräumigen Wechseln der Standortverhältnisse und einer äußerst hochwertigen floristischen Ausstattung.

## Geschichte
Die Zellerhornwiese wurde als Holzwiese ursprünglich von Onstmettingen aus genutzt. Das Naturschutzgebiet wurde am 14. Februar 1950 durch eine Anordnung des damals zuständigen Kultministeriums des Landes Württemberg-Hohenzollern, welches zugleich oberste und obere Naturschutzbehörde war, ausgewiesen. Anlass der Unterschutzstellung war die damalige Nutzung der Fläche als Schafweide. Die Beweidung drohte die wertvolle Wiesenvegetation, welche an die traditionelle Mähdernutzung angepasst ist, zu schädigen. Durch die Unterschutzstellung konnte auch der vom SWF geplante Bau eines Fernsehsendeturms auf der Fläche verhindert werden, dieser wurde dann rund einen Kilometer östlich auf dem Raichberg gebaut.

## Flora und Fauna
Auf der Zellerhornwiese befinden sich Magerrasengesellschaften unterschiedlichster Ausprägung. Dabei reicht das Spektrum von der montanen Goldhaferwiese bis zu Blaugras-Kalkmagerrasen. Die sehr hochwertige Flora umfasst unter anderem das Berghähnlein (Anemone narcissiflora), die Elsässer Sommerwurz (Orobanche alsatica), das Beblätterte Läusekraut (Pedicularis foliosa), die Wohlriechende Händelwurz (Gymnadenia odoratissima) und die Trollblume (Trollius europaeus).

## Zusammenhängende Schutzgebiete
Das Naturschutzgebiet ist Teil des FFH-Gebiets Gebiete um Albstadt und des Vogelschutzgebiets Südwestalb und Oberes Donautal. Es wird von den Landschaftsschutzgebieten Oberes Starzeltal und Zollerberg und Albstadt-Bitz umschlossen.